# Maresiella aldabrana
Maresiella aldabrana is een pissebed uit de familie Gnathostenetroidae. De wetenschappelijke naam van de soort is voor het eerst geldig gepubliceerd in 2002 door Kensley & Schotte.